# 魏良輔 (嘉靖進士)
魏良輔（？—？），字師召，號此齋，江西南昌府新建縣人，民籍，明朝政治人物。

## 生平
正德十一年（1516年）丙子科江西鄉試舉人，嘉靖五年（1526年）丙戌科二甲第五十六名進士。授刑部主事，升刑部广东司员外郎，十六年（1537年）十月出为云南按察司佥事，调湖广按察司佥事、兵备下江防，二十年（1541年）二月以修建明显陵实城及旧邸宫殿等工成，升湖广布政使司右参议，二十三年（1544年）九月升广西按察司副使，平定柳林、马平诸县巢贼韦金田等，後升湖广右布政使、山东左布政使。

## 家族
高祖魏子輿，知縣；曾祖魏重鋐；祖父魏默，光澤縣知縣。父魏棨，弘治十八年進士，福建右布政使。母熊氏。弟魏良貴，嘉靖十四年進士。從弟魏良弼，嘉靖二年進士；魏良政，嘉靖四年解元。